# Layla Rivera
Layla Marie Rivera, Layla Rivera, även Chula Sanches, född 24 september 1983 i Phoenix i Arizona, är en amerikansk porrskådespelerska och fotomodell. Hon har agerat i ett 100-tal filmer sedan 2002 och bor i Honolulu. Hon arbetar också som modell för bland annat tidningar och webbplatser som specialiserat sig på mycket smala kvinnor.
Mest känd är hon för sin relation och långvariga samarbete med regissören Max Hardcore. Hon medverkade själv i många av hans mest avancerade filmer.
År 2011 var hon också en av de porrstjärnor som samarbetade med den svenska konstnären Karl Backman inför hans utställning på Das Museum of Porn in Art i Zürich.

## Priser och nomineringar
- 2009: AVN Award Nominee – Unsung Starlet of the Year[3].
- 2009: AVN Adult Movie Awards[4]
- 2009: FAME Award nominee – Dirtiest Girl in Porn[5]
- 2009: FAME Award nominee – Most Underrated Star
- 2010: FAME Award nominee – Dirtiest Girl in Porn[6]